# Leônidas Cardoso
Leônidas Fernandes Cardoso (Curitiba, 24 de fevereiro de 1889 - São Paulo, 20 de agosto de 1965) foi um militar, advogado, jornalista e político brasileiro. Leônidas é pai do ex-presidente Fernando Henrique Cardoso.
Filho do general Joaquim Inácio Batista Cardoso que lutou na Revolta da Armada em 1893, e neto de Felicíssimo do Espírito Santo Cardoso, o primeiro presidente republicano do estado de Goiás, seguiu a carreira do pai e com apenas 16 anos já era soldado no Paraná. Estudo na Escola de Guerra de Porto Alegre e em 1910, já era segundo-tenente. Leônidas participou das revoltas tenentistas de 1922, 1924 e 1930. Em sua carreira militar, foi promovido a coronel, em 1945, passando para a reserva como general-de-brigada.
As agitações populares, políticas e militares fizeram que Leônidas interrompesse os cursos de Medicina e Advogacia, mas em 1931, formou-se em ciências jurídicas e sociais.
Como jornalista, colaborou em revistas e jornais tratando de assuntos da história do Brasil e dos movimentos revolucionários e populares para o "Correio da Manhã", "O País", "Gazeta de Notícias", "O Globo", "A Noite", "O Imparcial" e o "Jornal do Brasil".
Trabalhando como advogado, ajudou na criação do Centro de Estudos e Defesa do Petróleo e da Economia Nacional (CEDPEN), além de participar, ativamente, da Campanha do Petróleo. Tornou-se procurador-geral da Liga de Emancipação Nacional (LEN).
Foi eleito em 3 de outubro de 1954, com 28 mil votos, para deputado federal por São Paulo pelo Partido Trabalhista Brasileiro (PTB), cargo que manteve até janeiro de 1959.